# Contea di Ribeira Grande
La contea di Ribeira Grande è una contea di Capo Verde con 18 890 abitanti al censimento del 2010.
È situata sull'isola di Santo Antão, appartenente al gruppo delle Barlavento.